# 바이올렛 에버가든 - 영원과 자동 수기 인형 -
《바이올렛 에버가든 - 영원과 자동 수기 인형 -》(일본어: ヴァイオレット・エヴァーガーデン 外伝 -永遠と自動手記人形)은 2019년 9월에 개봉한 일본의 드라마, 애니메이션 영화이다. 후지타 하루카가 감독을 스즈키 타카아키와 우라하타 타츠히코가 각본을 맡았다. 일본은 2019년 9월 6일, 대한민국은 2020년 3월 26일에 개봉하였다.

## 출연진
- 이시카와 유이 - 바이올렛 에버가든 역
- 코토부키 미나코 - 이자벨라 요크/에이미 바틀렛 역
- 코야스 타케히토 - 클라우디아 하진스 역
- 우치야마 코우키 - 베네딕트 블루 역
- 엔도 아야 - 카틀레야 보들레르 역
- 토마츠 하루카 - 아이리스 카나리 역
- 치하라 미노리 - 에리카 브라운 역
- 유우키 아오이 - 테일러 바틀렛 역
- 카가미 리키 - 롤랑드 역
- 타케다 하나 - 애슐리 랭커스터 역
- 사와다 토시코 - 티파니 에버가든 역
- 타도코로 아즈사 - 루클리아 말버러 역

## 스탭

### 주제곡
- 치하라 미노리 - エイミー